# ホラーハウス (日本ファルコム)
ホラーハウスは当時近畿大学の学生が作成し、日本ファルコムから発売されたオカルティックな要素を盛り込んだアドベンチャーゲーム。作成されたプログラムをベースに、オープニングタイトル、妖怪と犯人のキャラクタグラフィックは日本ファルコムによって（有償の製品として耐えうるように）リメイクされ販売された。
続編として「狂気の館」がある。